# Posht Mekh
Posht Mekh (persiska: پشت مخ) är en ort i Iran.   Den ligger i provinsen Gilan, i den nordvästra delen av landet, 270 km nordväst om huvudstaden Teheran. Posht Mekh ligger 16 meter över havet och antalet invånare är 703.
Terrängen runt Posht Mekh är platt österut, men västerut är den kuperad.Runt Posht Mekh är det ganska tätbefolkat, med 134 invånare per kvadratkilometer. Närmaste större samhälle är Fūman, 14,9 km sydost om Posht Mekh. Trakten runt Posht Mekh består till största delen av jordbruksmark.